# Parc1
Parc1 (en hangul, 파크원) es un complejo de edificios situado en Yeouido, Seúl (Corea del Sur). El edificio más alto tiene 333 metros de altura y 69 plantas. Su construcción empezó en 2008 y se detuvo en 2011, pero se reanudó a principios de 2017.

## Historia
Parc1 es un complejo comercial, hotelero y de oficinas construido, con un coste de 1500 millones de dólares estadounidense, por Skylan Properties Korea Ltd., un grupo de promoción inmobiliaria y servicios de gestión con inversión extranjera y oficinas en Seúl, Pekín y Kuala Lumpur. Morgan Stanley, un banco de inversiones global, fue contratado como asesor financiero para gestionar la financiación del proyecto.
Parc1 se encuentra en el antiguo aparcamiento de Tongil, en una parcela de 46 465 metros cuadrados situada bordeando el Parque Yeouido, entre edificios residenciales y de oficinas.
Diseñado por el arquitecto Richard Rogers, asesor jefe de arquitectura del alcalde de Londres, la estructura central es un centro comercial de cristal de seis plantas con espacio para cuatrocientas tiendas.

## Estructuras
- Torre I
- Torre II
- Grandes almacenes The Hyundai Seoul[5]
- Hotel Fairmont Ambassador Seoul[6]

## Inquilinos notables
- NH Investment & Securities[7]
- LG Energy Solution